# Hans Josef Becher
Hans Josef Becher (* 12. Juni 1927 in Bonn; † 2. Dezember 1993 in Wallenhorst) war ein deutscher Schauspieler, Dramaturg und Schauspiellehrer.

## Leben
Er besuchte die Schauspielschule in München und studierte bei Ruth von Zerboni, wo er Hans Clarin kennenlernte. Später war er Regieassistent bei Fritz Kortner. Unter anderem übernahm er in Kortners Inszenierung des Heinrich IV. von William Shakespeare mit Klaus Kinski als Prinz Heinrich die Rolle des Gadish. In den sechziger Jahren arbeitet er in München als Lehrer; zu seinen Schülern gehörten Ilse Neubauer und Tilo Prückner. Nach der Zeit am Münchner Schauspielhaus folgten Engagements in Osnabrück, Düsseldorf und Hof als Dramaturg und Darsteller.
Seine Passion jedoch war und blieb die Lehre. Er ging in die Schulen und brachte den Kindern das Theater nah. In der Naturbühne Trebgast erarbeitete er mit Laien anspruchsvolle Stücke wie den Götz von Berlichingen und Kabale und Liebe. Mit Leib und Seele Theatermann, inszenierte er noch kurz vor der Verschlechterung seiner Gesundheit durch eine schwere Krebserkrankung in Trebgast die Komödie Arsen und Spitzenhäubchen. Er starb in Wallenhorst, wo er auch begraben wurde.